# Formation d'impression
La formation d'impression est le processus psychologique permettant à un individu de se former une impression globale des capacités et de la personnalité d'autrui. Pour se former une impression, il est possible de se baser sur des informations propres à l'individu (apparence, comportement, etc.) ou à son groupe d'appartenance (stéréotypes, préjugés, etc.), c'est-à-dire catégorielles.
Solomon Asch fait partie des premiers auteurs à s’être intéressés à la formation d’impression. Il a pu mettre en évidence que l’impression se forme en plusieurs étapes. Asch a une vision globale selon laquelle la combinaison des différents traits vaut plus que chaque trait individuel. Tandis que, pour Norman Henry Anderson, chaque trait est traité de manière séparée.
Ces deux approches sont à la base des travaux plus récents menant à la création d’autres modèles de formation d’impression. Parmi ceux-ci, un des plus influents est le modèle du continuum de Fiske et Neuberg. Ce modèle met en évidence qu'afin de former une impression d’une personne, les individus peuvent utiliser les informations individuelles ou catégorielles en fonction du contexte. Ils peuvent également utiliser des informations provenant de sources directes comme indirectes. Ces informations sont notamment organisées en schémas (représentations abstraites et simplifiées de la réalité stockées dans la mémoire à long terme).
Les différentes recherches dans ce domaine ont montré que ce processus peut être automatique ou contrôlé en fonction des situations. La formation d’impression a de nombreuses applications dans la vie quotidienne, par exemple dans le contexte scolaire ou dans le recrutement.

## Origines

### Premiers travaux
Les premiers travaux sur la formation d’impression ont été effectués par Solomon Asch en 1946. C’est le premier auteur à avoir développé une approche expliquant comment les individus se forment une impression d’autrui. Selon Asch, l’objectif des individus est que cette impression soit cohérente.
Solomon Asch a réalisé de nombreuses expériences. Dans l’une d’entre elles, il propose aux participants une série de 7 traits de personnalité d’une personne fictive. Pour la moitié des sujets de l'expérience, un des traits présentés est « chaleureux » tandis que pour l’autre moitié, le trait présenté à la place est « froid ». Ensuite, tous les participants doivent décrire la personne en fonction de caractéristiques positives et négatives. Les résultats montrent que lorsque la personne est décrite comme étant chaleureuse, elle est vue de manière plus positive que lorsqu’elle est décrite comme froide, alors que les 6 autres traits sont identiques. Cela est appelé « l’effet de centralité ».
La même expérience a été réalisée avec les traits « poli » et « bourru » mais sans obtenir les mêmes résultats. Cela a permis de démontrer qu’il existe certains traits centraux qui sont capables de changer à eux seuls l’impression générale d’un individu. Ces traits sont généralement liés à la sociabilité et à la compétence. Les autres traits ayant moins d’impact sur la formation d’impression sont qualifiés de « périphériques ».
Dans la même étude, Asch a ensuite réalisé une autre expérience dans laquelle il manipulait cette fois-ci l’ordre des traits de personnalité qu’il présentait à ses sujets. Par exemple, il présente à une moitié de sujets les traits suivants dans cet ordre : Intelligent - Industrieux – Impulsif – Critique – Entêté - Envieux. Tandis qu’à l’autre moitié des sujets, il présente les mêmes traits dans l’ordre inverse : Envieux – Entêté – Critique – Impulsif – Industrieux - Intelligent. Cela a permis de mettre en évidence « l’effet de primauté », à savoir le fait que les premiers traits de la liste ont un impact plus important que les suivants sur la formation d’impression globale. Dans cette expérience, les individus ont jugé de manière plus positive la personne lorsque le chercheur leur a présenté la liste de traits commençant par « Intelligent » par rapport à la liste commençant par « Envieux ».
Ces deux expériences permettent de souligner que l’impression globale d’un individu ne s’effectue pas simplement selon la somme des traits et impressions propres à celui-ci. Ainsi, chaque trait peut avoir un sens différent en fonction du contexte et des autres traits auxquels il est lié. C’est une approche qui pourrait être rapprochée de la psychologie de la forme (gestaltisme), où un ensemble signifie plus que la somme des parties qui le composent.
En résumé, la formation d’impression s’effectue en 3 étapes. Tout d’abord, l'observation ou la réception des informations sur le comportement d’autrui. Certaines de ces informations peuvent avoir un impact plus important que d’autres. Ensuite, à partir de cela, l’existence de certains traits de personnalité est inférée. La troisième étape est l’intégration où une impression globale de l’individu est formée en intégrant ces différents traits.

### Modèle algébrique
En opposition avec le modèle gestaltiste d’Asch, Norman Henry Anderson proposa en 1974 une approche plus mathématique. Selon son approche algébrique, chaque trait est évalué indépendamment des autres. L’impression globale s’obtient en effectuant la moyenne pondérée de l’évaluation de chaque trait. L’impression égale {\displaystyle \textstyle {Wi}\times {Si}} (Wi est le poids ou l’importance d’un trait dans un contexte particulier et Si correspond à l’évaluation isolée d’un trait).
Selon Anderson, l’effet de primauté est dû à une baisse d’attention. Selon lui, l’importance d’un trait varie en fonction de sa position lors de la présentation des caractéristiques. Les premiers traits présentés auront plus d’importance et une influence plus grande sur la formation de l’impression globale d’autrui car ils seront traités avec plus d’attention que les traits suivants. Le modèle d’Anderson peut être qualifié d’élémentaire car il ne prend pas en compte l’interdépendance possible entre les caractéristiques des personnes. Seuls leurs poids relatifs peuvent faire varier l’importance d’un trait particulier.

### Discussion
Ces deux approches opposées ont été source des nombreuses recherches menées sur la formation d’impression. Elles expliquent deux façons différentes de voir le processus de formation d’impression. Selon Asch, l’information est traitée de manière directe et en fonction de théories présentes dans l'esprit des individus. Les informations catégorielles ont par conséquent une importance particulière. A contrario, pour Anderson, la formation d’impression est le résultat d’une juxtaposition de plusieurs éléments. Les individus se basent davantage sur les informations individuelles.
Les modèles plus récents de la formation d’impression intègrent d’autres éléments cognitifs et motivationnels qui vont influencer les processus de formation d’impression utilisés par les individus.

## Fonctionnement général de la formation d’impression
La formation d’impression consiste en 3 étapes distinctes : la perception, l’attribution et l’intégration de l’information. En effet, pour que l'impression puisse être construite, il est d'abord nécessaire d'acquérir au moins une information, de manière directe (au contact de la personne) ou indirecte (un message émis par la personne ou quelqu'un d'autre fournissant une information à son sujet). Ensuite, ces informations vont servir d'indices pour établir une inférence au sujet de la personne, plus précisément pour attribuer les causes de ses comportements. Ces inférences s'appuient aussi sur les croyances de celui qui forme une impression (par exemple ses stéréotypes). Enfin, une fois que les informations sont intégrées, une impression générale qui intègre les différents traits attribués est formée. Ces trois processus cognitifs sont des sujets auxquels s'intéresse la cognition sociale.

### Perception
La formation d’impression peut se baser sur un nombre d’informations limité ou au contraire une quantité élevée de comportements. Pour celui qui forme son impression, le nombre d'informations utilisées dépend de la quantité d'indices disponibles ainsi que de ses motivations.
Bien qu'il existe de nombreux types d'indices, obtenus grâce à l'ouïe, l'odorat, et le toucher, les perceptions sont également basées sur la vue.
Dans l'observation des autres sont dénombrés des indices visuels variants (expression émotionnelle, direction du regard) et d’autres invariants (âge, sexe). À ce titre, le sexe, l'origine ethnique et l’âge sont les 3 catégories visibles directement chez un individu rencontré, c’est pourquoi elles sont dites les plus saillantes.
Au niveau cognitif, une importance plus grande est accordée au visage comparé au reste du corps. Face à la photographie d'un visage, il suffit de 100 millisecondes pour se former une impression identique à celle eue en l’observant plus longtemps. Vu que comprendre l’état émotionnel des autres est utile pour expliquer leurs comportements, une personne a tendance à regarder l’orientation du corps et surtout du regard de son interlocuteur. Selon Paul Ekman, l'être humain est capable de reconnaître 6 émotions basiques (joie, colère, peur, surprise, tristesse et dégoût) en observant le visage des autres. Afin de pouvoir reconnaître l'émotion exprimée, l'important n’est pas uniquement d'avoir une image statique sous les yeux mais bien d’avoir l’occasion de voir du mouvement, les expressions faciales se former et disparaître.
Le corps entier est également pris en compte, que ce soit sa posture tout comme les vêtements portés (cela peut s’illustrer lors du « jugement » d’une victime de viol).
Les étapes de la formation d'impression ne sont pas forcément séquentielles. Dans le cas où des stimuli ambigus sont perçus, une catégorie est au bout du compte choisie parmi celles sur lesquelles l'hésitation portait et après l’avoir fait, cela a une influence directe sur la perception. Concernant le visage, cet effet d'accentuation a été vérifié par Corneille, Huart, Becquart, et Bredart.

### Attribution

#### Fonctionnement de l'attribution
Attribuer des causes à des comportements est avantageux car cela permet de mieux les comprendre et de pouvoir prévoir les futures réactions des autres. D'une part en réduisant son incertitude, ce qui entraîne une diminution de son éventuelle tension et d'autre part car cela permet de réagir de façon plus adéquate aux attentes de chacun. Afin d’établir des rapports qui lui sont bénéfiques, une personne a besoin d’être efficace dans ses prédictions et les attributions sont un moyen adéquat car il requiert en général moins d’énergie et de temps qu’une analyse complète et détaillée de chaque événement.
Des causes sont attribuées à des comportements au moyen de :
- Les caractéristiques physiques de la personne qui effectue les comportements (l’apparence, la voix, l’odeur, etc.).
- Les informations fournies par les comportements en eux-mêmes.
- Le contexte, la situation dans laquelle les comportements ont été observés.

Avant d'entrer plus en détail dans les processus d'attribution, il est judicieux de rappeler qu'en présence d'un témoin, tout comportement est une façon de communiquer et tout message qui est transmis a une implication littérale (les informations contenues dans le message) mais aussi une implication pragmatique (les informations qui expliqueraient pourquoi l’auteur envoie ce message). Une étude révèle que pour former des impressions, tout le monde tient également compte de cette implication pragmatique et qu’elle peut avoir une influence importante.
Pour un observateur, une influence plus importante est en outre attribuée aux personnes perceptiblement saillantes. En effet, une étude de Taylor et Fiske révèle que la position spatiale de celui qui regarde une interaction sociale change le niveau d’attribution interne accordé. Ce niveau peut varier si une évaluation des mêmes personnes est effectuée une semaine après (moins d’attributions internes comparées au moment de l’expérience) ou selon l’âge des observateurs. Follett et Hess ont à ce titre démontré que les personnes âgées et les jeunes font plus d’attributions internes en perspective avec les adultes d’âge moyen (plus d’équilibre entre les caractéristiques de la personne et celles de la situation), supposément car cet âge moyen serait imprégné au quotidien par une plus grande complexité cognitive.

#### Théories sur l'attribution
Les théories concernant l'attribution causale sont liées à l'attribution dans la formation d'impression dans la mesure où les causes d'un comportement peuvent être considérées comme internes. Dans le cas de figure où une caractéristique propre à l'individu observé est mise en avant, il est possible d'utiliser son comportement comme une source d'informations jugée pertinente.
La théorie de covariation de Kelley, est une théorie majeure qui permet d'expliquer le type d'attribution qui sera donné à la suite d'une observation. Elle est basée sur 3 critères envisageant l'internalité ou l'externalité des causes d'un comportement :
- Critère de constance

Ce comportement survient-il toujours dans ce contexte ?
- Critère de consensus

Ce comportement se produit-il seulement avec l'observateur ou avec tout le monde ? À noter que « tout le monde » n’est en fait qu’un échantillon sur lequel l'observateur se base.
- Caractère distinctif

Les autres personnes ont-elles le même comportement lorsqu’elles sont dans ce contexte ?
La validité de ce modèle descriptif a été appuyée entre autres par Hazlewood et Olson, ainsi que Gilbert.
Quant au modèle tridimensionnel de Wiener,, il analyse les causes d’un comportement sur 3 niveaux :
- La cause est-elle interne ou externe ?
- Est-elle contrôlable ou incontrôlable ?
- Est-elle stable ou instable ?

#### Biais concernant les attributions
Un certain nombre de biais cognitifs existent et bien qu'ils ne soient en général pas conscients, ont une influence sur les attributions établies. Cette sélection n'est pas exhaustive :
- Biais d'autocomplaisance[19],[20]

Ce biais affecte particulièrement les auteurs d’un comportement et leur donne tendance à attribuer leurs réussites à eux-mêmes alors qu’ils attribuent davantage leurs échecs aux circonstances indépendantes de leur volonté.
- Erreur fondamentale d'attribution[21]

Ce biais qui touche plutôt les observateurs d’un comportement pousse à sous-estimer les facteurs d’explication externes et à surestimer les facteurs internes qui auraient provoqué ce comportement. Cet effet est d’autant plus fort car dans la culture occidentale, l’idée que chacun est responsable de ses actes et mérite la situation dans laquelle il se trouve est fort répandue,. Néanmoins, cette tendance peut être altérée selon la motivation des observateurs. Par exemple, lors d’un procès, les jurés sont conscients des conséquences importantes de leur délibération (qui est leur responsabilité) et analysent de fait plus en détail les causes possibles d’un comportement.
- Biais de positivité[25]

Une personne a davantage tendance à évaluer les autres positivement que négativement.
- Négligence de la ligne de base[26]

Une personne ne tient pas assez compte des informations statistiques quand elle a également entre ses mains des informations qui vont dans le sens de ses propres croyances.
- Corrélation illusoire[27]

Une corrélation entre deux variables paraît parfois perceptible alors qu’elle n’existe pas. À ce titre, la graphologie est une application concrète de corrélations illusoires.
- Persistance des croyances[29],[30]

Après avoir formé son impression, il devient difficile de changer d’avis parce qu’une idée déjà établie a été justifiée par soi et insérée dans ses systèmes de croyances.
- Raisonnement contre-factuel

L'être humain est tenté d'imaginer que les choses auraient pu se passer autrement qu'elles se sont produites, si un détail avait été différent. Un des facteurs qui aurait pu conduire à une autre issue des événements est le comportement d'autrui, et y penser peut modifier l'impression formée à son sujet.
Une partie de ces biais sont liés aux heuristiques de jugement.

### Intégration
Puisque l'attribution causale se rapporte au contexte mais aussi à des facteurs propres à la personne à laquelle un observateur s'intéresse, son impression finale dépend par conséquent de sa propension générale à créer ou employer des catégories sociales (stéréotypes), de l’activation ou non des stéréotypes (accessibilité de l’information dans l’esprit) et de l’application des stéréotypes (s’ils servent à mieux comprendre l’autre). À noter que la formation d’impression est rarement intentionnelle.
De façon similaire à d'autres représentations mentales, les stéréotypes sont assemblés en systèmes, ce qui amène parfois à relier ces nouvelles croyances avec celles qui sont déjà possédées. Elles sont issues de :
- Expérience personnelle (conclusion tirée sur base de son propre vécu)
- Interaction sociale (à la suite de la prise de connaissance du récit d'une autre personne)
- Inférence (par déduction grâce aux connaissances théoriques)

En vue de former une impression globale, trois heuristiques de jugement sont très utilisées :
- Heuristique de disponibilité

Si des éléments en mémoire sont facilement récupérables, ils sont considérés comme plus fréquents que ceux qui sont plus difficiles à se remémorer. Cela signifie que si par exemple adolescence et violence sont souvent associés dans les médias, il y a plus de chances que les personnes aient en mémoire cette représentation-là par rapport à celle de la violence chez les adultes. Cela implique qu'elles sont susceptibles d'estimer que la violence des jeunes survient plus souvent que chez les adultes, peu importe les statistiques réelles.
- Heuristique de représentativité

Sur base de la ressemblance entre le sujet d'observation et un prototype correspondant à l'idée faite d'un groupe, est estimé à quelle probabilité l'élément observé pourrait appartenir au groupe en question.
- Heuristique d'ancrage et d'ajustement

Dans le but de prédire la fréquence d'un événement, une personne s'appuie souvent sur une donnée chiffrée disponible mais pas obligatoirement pertinente (l'ancre) qu'elle ajuste par après, en fonction de ses estimations personnelles.

### Influence des stéréotypes
Lorsque quelqu'un s'intéresse aux traits d'un individu, qu'ils soient physiques ou se rapportent à la personnalité, des stéréotypes sont activés par les informations récoltées et influencent les trois étapes de la formation d'impression.
Quelle que soit leur origine, les croyances peuvent être neutres ou évaluatives. Lorsqu’elles sont neutres, elles ne font qu’établir un lien entre des informations sans émettre de jugement de valeur. Par exemple, une personne peut donner l’impression que son métier est policier parce qu’elle porte un uniforme et une arme. Cependant, même les croyances neutres peuvent parfois être reliées à d’autres croyances qui elles sont évaluatives. Celui qui considère par exemple que les policiers sont les défenseurs de la population accordera une valeur positive au fait d'être un policier, contrairement à celui qui aura à l'esprit une image de policiers brutalisant des civils pacifiques.

#### Théorie implicite de la personnalité
La multitude d'informations qui peuvent être récupérées au sujet d'un individu permet de former au mieux une impression à son propos. Mais devant le travail mental nécessaire pour effectuer une analyse complète, des techniques sont utilisées dans le but d'économiser les ressources cognitives. Pour appliquer plus facilement et plus rapidement une analyse des éléments observés, un individu se sert de schémas qui permettent de traiter les informations de façon automatique.
À ce sujet, la théorie implicite de la personnalité joue un rôle de taille lors de la première rencontre avec une personne. Elle permet, au moyen d’un seul trait, d’inférer la personnalité de l’autre parce que ce trait est lié à d’autres dans la structure mentale de celui qui forme une impression. Certains chercheurs conçoivent l’humain comme possesseur de caractéristiques fixes (théorie des entités), alors que d’autres envisagent les caractéristiques plus malléables (théories incrémentielles).

#### Variations d'intensité
En outre, les stéréotypes ne sont pas irrémédiablement activés avec la même intensité. Malgré le fait que les personnes sont rattachées à des groupes, trouver des marqueurs qui correspondent peu aux stéréotypes diminue l’activation de ces derniers. En contrepartie, quelqu'un est potentiellement jugé doué dans une tâche s'il détient des caractéristiques qui concordent fort avec les stéréotypes représentant le public bon à cette activité. Par exemple, une femme perçue comme très féminine sera davantage jugée comme détentrice d'empathie (conformément au stéréotype en vigueur) comparée à une femme « moins féminine » selon la personne qui les observe.
À ce sujet, il est également pertinent qu'en fonction du contexte, la tâche y compris, différentes catégorisations peuvent être activées pour la même personne.

#### Modèle de la jugeabilité sociale
Le modèle de la jugeabilité sociale permet de montrer que le contexte social dans lequel l'observateur se trouve a une influence sur l'utilisation des stéréotypes. Ce modèle démontre que plusieurs conditions doivent être réunies pour qu’un individu se permette de juger autrui. Tout d’abord, l’individu qui juge doit disposer d’assez d’informations sur la cible de son jugement et il faut également qu'il estime être dans une situation sociale où il est permis d'émettre un jugement. Si l’une de ces conditions n’est pas remplie, les individus ne se permettent pas de juger une cible. Lorsque ces conditions sont au contraire réunies, les individus jugent plus facilement autrui. Les personnes paraissent plus « jugeables » si elles sont considérées comme faisant partie d'un groupe homogène et les jugements seront plus tranchés. Georges Schadron indique que le degré d'essentialisme associé à un groupe ou une catégorie d'individus peut expliquer cet effet. Plus un individu croit qu'un groupe de personnes est perçu comme homogène, plus celui-ci jugera ses membres de manière stéréotypée. Le stéréotype n'est pas seulement un contenu évaluatif, il permet d'expliquer et de rassembler des personnes dans un même groupe.

#### Effets de l'apparence physique
De plus, l'apparence de la personne observée peut jouer un rôle. Il existe effectivement un stéréotype favorable à la beauté (« what is beautiful is good stereotype »). À cause de ce biais, davantage de qualités sont attribuées aux personnes reconnues belles. Bien que les goûts personnels jouent un rôle (en tant que variable modératrice) sur l'évaluation de l'attirance physique, il est impossible de passer outre un consensus plus universel sur la beauté, dont certains critères sont indépendants de la culture, de l’âge ou du sexe. Quelques critères forts sont : un visage symétrique, proche de la moyenne des visages des personnes de cet âge, très typé féminin (pour une femme) ou masculin (pour un homme), l’état de la peau, les dents, une démarche considérée comme féminine (pour une femme) à cause du mouvement de ses hanches, etc.
Cet effet dépend aussi des sociétés et de leurs standards de beauté mais en suivant ce raisonnement, les personnes en surpoids sont simultanément mal vues du point de vue physique mais aussi en ce qui concerne leur personnalité.

## Modèles de la formation d'impression

### Modèle du continuum de formation d’impression de Fiske et Neuberg
Le modèle du continuum de formation d’impression de Fiske et Neuberg est le modèle le plus souvent utilisé pour décrire les processus de formation d’impression. Selon ce modèle, les stratégies utilisées par les individus pour se former une impression d’autrui peuvent varier en fonction de la motivation, des objectifs ou encore des informations disponibles.
À la première extrémité de ce modèle, les personnes se forment une impression via un processus de catégorisation automatique. Celui-ci nécessite très peu de ressources et se fait via leurs connaissances. La catégorisation sociale et les stéréotypes sont dès lors utilisés pour se former l’impression. À l’autre extrémité de ce continuum, l’individu n’est plus simplement pris comme faisant partie d’une catégorie sociale mais comme étant un être unique.
Ce modèle permet également d’intégrer des stratégies où la personne orientera son impression en fonction de catégories préconçues ainsi que des caractéristiques plus individualisantes de la personne.
Le processus de formation d’impression s’effectue en plusieurs étapes.

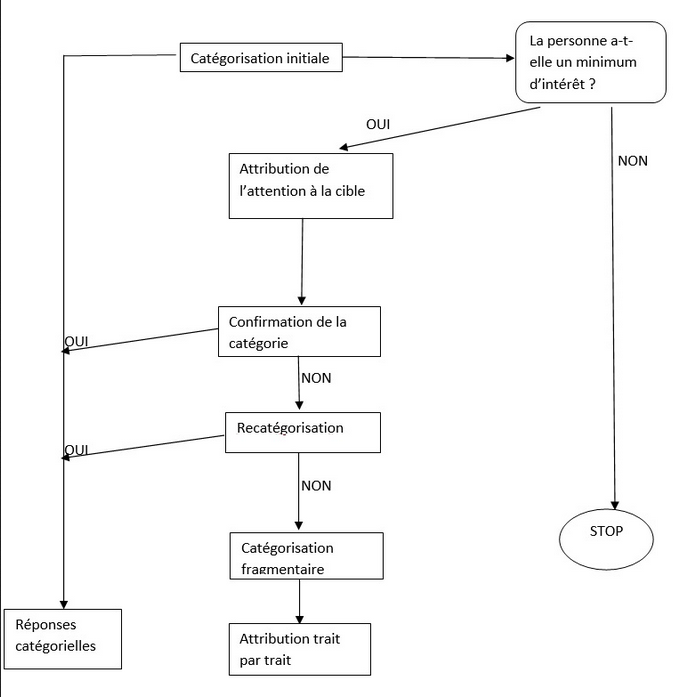
Modèle du continuum de formation d’impression de Fiske et Neuberg

#### Catégorisation initiale
Dans le modèle du continuum de Fiske et Neuberg, la première étape est la catégorisation initiale. Lorsqu’un individu rencontre quelqu’un pour la première fois, il classe cette personne dans une catégorie qu’il connaît. Il utilise pour cela les informations qui ressortent le plus, par exemple l’âge, le genre ou l’origine ethnique.

#### Degré d’intérêt personnel
Après la catégorisation initiale, celui qui doit se former une impression d’autrui détermine rapidement si la personne qu’il doit juger est assez intéressante pour justifier l’utilisation de processus plus complexes. Si l'individu n’a pas d’intérêt à juger plus précisément cette personne, aucun processus additionnel ne sera engagé. Dans le cas contraire, l’individu utilisera d’autres informations en complément à celles qui lui ont permis la catégorisation initiale pour juger la personne. 

#### Accorder de l’attention aux attributs supplémentaires de la personne à évaluer
Si l’individu a un intérêt particulier à se former une impression correcte de l'autre personne, il va accorder plus d’attention aux informations supplémentaires qu’il peut collecter à son propos. Il ne se contentera plus des informations liées aux stéréotypes et à la catégorisation de la personne.

#### Confirmation de la catégorie
Si après avoir utilisé les informations individuelles disponibles sur la personne qui est jugée, elle correspond toujours à l’impression rapide et automatique de la catégorisation initiale, alors l’individu est placé dans la même catégorie que celle qui lui avait été attribuée après la première étape du processus.

#### Recatégorisation
La recatégorisation est un processus par lequel les individus tentent de placer la personne qu’ils jugent dans une catégorie qui lui correspond mieux à la lumière des informations supplémentaires dont ils se sont servis afin de se former une impression. Ce processus n’est utilisé que si l’impression ne correspond plus à la catégorisation initiale.

#### Catégorisation fragmentaire
Si l’individu ne correspond plus à la catégorisation initiale et qu’aucune recatégorisation n'est satisfaisante, alors le processus de formation d’impression s’effectue en une intégration trait par trait de l’individu. Il faut également que l’individu qui se forme l’impression ait suffisamment de motivation, d'énergie et d’informations disponibles sur autrui. La catégorisation initiale a néanmoins une influence sur la manière dont les traits seront ultérieurement traités. C’est seulement à cette étape du processus que la formation d’impression se déroule à une échelle totalement individuelle.

### Modèle de satisfaction des contraintes parallèles de Kunda et Thagard
Ce modèle de formation de l'impression postule que les stéréotypes sociaux et l'information individualisante (comme les traits ou les comportements) limitent la compréhension des autres et influencent conjointement les impressions formées sur les autres.

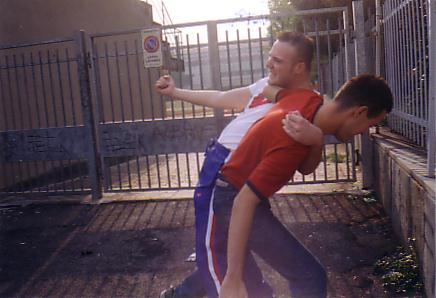
Un homme en poussant un autre

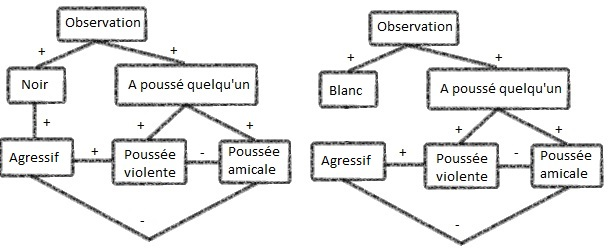
Modèle de satisfaction des contraintes parallèles de Kunda et Thagard

« Notre théorie de l'impression postule que les stéréotypes, les traits et le comportement peuvent être représentés comme étant interconnectés dans un réseau de diffusion de l'activation. La diffusion de l'activation entre nœuds est contrainte par des associations positives et négatives. » Ces nœuds peuvent s'activer l'un l'autre, mais également se désactiver.

#### Illustration
Deux cas proches servent ici d'exemple : soit un homme blanc est vu en train de bousculer quelqu'un, soit une scène identique se produit mais dans laquelle cette même bousculade est perpétrée par un homme noir.
Avec le modèle de Kunda et Thagard, lorsque l'homme noir est observé, le fait de pousser quelqu'un activera probablement deux nœuds : poussée violente et poussée joviale. À cause des stéréotypes ambiants, l'information noir va simultanément activer le nœud agressif, qui va lui-même activer la poussée violente et désactiver la poussée joviale. Dans l'autre situation, l'information blanc ne va pas activer le nœud agressif.
En conclusion, la poussée violente sera généralement plus activée lorsque le même comportement de bousculade sera perpétré par un homme noir plutôt qu'un homme blanc.
Cette analyse dépend évidemment des stéréotypes sociaux auxquels l'observateur est soumis, mais également du contexte et de la situation.

#### Fonctionnement du modèle
1. L'information observée et perçue est activée. Parfois, ce ne sont que les informations groupales saillantes qui sont observées et activées. Ainsi, cette première observation est compatible avec le modèle de Fiske et Neuberg, qui postule que les impressions sont souvent basées sur les stéréotypes[38].
2. Ensuite, l'activation se propage aux associations immédiates liées aux observations. Ainsi, en fonction du lien d'association (excitateur ou inhibiteur), cela peut mener à une activation ou à une désactivation de ces associations. La valence et la force de ces liens d'association dépendent des connaissances. C'est ici que leur modèle se différencie de celui de Fiske et Neuberg[37], qui estiment que les impressions sont pour la plupart du temps dominées par les stéréotypes, même après avoir reçu une information individualisante, alors que pour Kunda et Thagard, ni les stéréotypes ni les informations individualisantes n'ont un statut privilégié. Selon eux, ce sont les connaissances préalables qui vont orienter la valence et la force des connexions.
3. Après cette étape, l'information est intégrée après une réactualisation constante de l'activation de l'ensemble des nœuds jusqu'à ce que le réseau se mette en place.
4. Des inférences supplémentaires sont faites si nécessaire. En effet, selon ce modèle, les individus décident d'inférer s'ils n'arrivent pas à parvenir à une compréhension cohérente de l'information[39], si l'information est surprenante[40], et si les individus sont motivés à comprendre de manière assez approfondie la personne concernant laquelle ils se forment l'impression.
5. Ces inférences sont ajoutées aux connaissances précédemment activées, ce qui permet de se former une impression finale d'une personne. Cette étape est également réalisée en tenant compte de la satisfaction des contraintes parallèles. Ainsi, c'est le niveau d'activation de chaque caractéristique qui déterminera à quel degré les individus estiment qu'une certaine personne présentera telle ou telle caractéristique.

### Modèle du jugement social de Beauvois
Maintenant que des causes permettant d'expliquer les comportements ont été établies avec plusieurs modèles, Jean-Léon Beauvois s'intéresse à la présence du concept de traits de personnalité qui revient dès lors que l'on parle d'attribution interne.
Pour lui, l'étape d'attribution dans la formation d’impression n’est pas descriptive mais en réalité évaluative. Cette vision qui pourrait être qualifiée de jugement social le rapproche de celle d’Anderson. Pour lui, les traits de personnalité sont une construction des observateurs provoquée par leurs normes. Pour preuve, une étude de Newcomb montre la non consistance de comportements selon différents contextes dans les faits observés et rapportés alors que dans la mémoire des observateurs, une consistance est établie. La réalité n’est donc pas égale aux jugements de ceux qui en ont été témoins. Walter Mischel, lui, dépasse cette difficulté en liant les traits de personnalité avec des situations concrètes au lieu de les envisager comme existant dans l’absolu.
Beauvois envisage que les traits attribués sont le fruit d’une évaluation selon des critères propres à la culture et aux normes plutôt qu’une description. De ce fait, les théories implicites de la personnalité ne seraient pas des erreurs d’observation mais des constructions idéologiques. La chaleur et la compétence utilisées dans d’autres échelles seraient en fait représentatives de deux dimensions servant à évaluer autrui : la désirabilité sociale et l’utilité sociale. La désirabilité sociale est un biais cognitif qui consiste à vouloir se présenter sous un jour favorable à ses interlocuteurs. Ce biais influence l'intérêt à interagir ou créer une relation avec un individu et par conséquent, l'évaluation de sa chaleur. Par exemple, si une personne apprécie entrer en contact avec quelqu'un, elle évaluera ce dernier comme individu sociable. Tandis que l'utilité sociale consiste en l'évaluation de l'utilité d'un individu dans la société, variant en fonction de la situation. Pour illustrer cela, si un individu rapporte beaucoup d'argent à l'entreprise dans laquelle il travaille, il sera reconnu utile et dès lors compétent (pourvu de caractéristiques telles que l'intelligence par exemple).

## Formation d’impression: un processus automatique ou contrôlé?
De nombreux auteurs se sont intéressés à la distinction entre processus automatiques, c’est-à-dire ceux qui ne demandent aucun effort et qui sont réalisés de manière inconsciente et sans intention, et processus contrôlés, qui demandent des processus d’élaboration cognitive ainsi qu'une intention, une conscience et un certain effort.
Selon Kunda et Thagard, les impressions des individus résultent pour la plupart de processus cognitifs automatiques. Comme l’ont montré Rule, Ambady et Hallet, tout le monde catégorise socialement très vite et de manière automatique sur base du visage par exemple. Comme le soulignent Winter et Uleman, les inférences de traits ne sont pas forcément intentionnelles, et peuvent apparaître de manière spontanée. En effet, c’est automatique de lier trait à étiquette (en fonction des connaissances disponibles en mémoire). Ainsi, si une personne est vue donnant un coup à une autre, ce comportement va automatiquement être associé comme étant agressif. De plus, il a également été démontré que les traits attribués à la personne observée (ici, dans l’exemple : cette personne est agressive) suivent un processus automatique.
Le contexte semble également jouer un rôle important sur la formation automatique de l’impression. Par exemple, pleurer lors d’un enterrement reflète de la tristesse, alors que lors d’un mariage, cela reflète habituellement de la joie. Il est aussi possible de rapprocher ce lien entre émotions et contexte avec le concept de normes émotionnelles. En effet, certains contextes prescrivent socialement et implicitement le type d'émotion attendu lors d'un événement particulier.
Selon les objectifs visés, les stéréotypes peuvent survenir automatiquement à l'esprit ou non. Si au lieu de ne rien faire d'autre lors d’une observation, l'observateur d'un visage doit effectuer une tâche de reconnaissance de points, cette activité empêche les stéréotypes d’apparaître.
L’activation d’un stéréotype peut également orienter automatiquement l’impression qui se fait d’une personne.
Le processus de formation d’impression n’est cependant pas toujours automatique. Une volonté de mieux connaître les intentions de quelqu’un pousse souvent à s’engager dans un processus contrôlé. Ainsi, si des ressources cognitives suffisantes sont disponibles, un observateur aura tendance à se demander si le comportement regardé est dû aux traits de la personne observée, ou s’il est plutôt dû à des facteurs situationnels.
Ainsi, plusieurs facteurs peuvent enclencher un processus contrôlé :

### Nature de la tâche de jugement
Certaines tâches requièrent un raisonnement causal, telles que les tâches consistant à comprendre pourquoi une personne a agi comme elle l’a fait, ou encore des tâches consistant à savoir si la personne est coupable ou innocente d’un acte, par exemple en tant que juré lors d’un procès.

### Nature de l’information
Lorsqu’une information ou un comportement ne sont pas compris, il est probable de s’engager dans un processus contrôlé. Ceci peut également survenir lorsque l’information surprend, par exemple lorsqu’une personne viole fortement le stéréotype à propos de son groupe.

### Motivation
Lorsqu'une personne veut vraiment comprendre un individu ou un comportement, elle aura tendance à s’engager dans un processus volontaire d’élaboration causale.

## Dimension culturelle
Peu d’études ont été menées afin d’évaluer si la culture peut avoir une influence sur les processus de formation d’impression. Quelques études menées en Allemagne et au Japon, montrent que les processus utilisés sont relativement similaires dans les différentes cultures. Dans chacune des cultures étudiées, l’impression de l’individu s’est formée en partie par la stabilité des traits de la personne ainsi que la compatibilité du comportement avec les traits déjà connus de l’individu.
Néanmoins, toutes les variables n’ont pas le même impact dans chaque culture.  Par exemple, l’influence de l’évaluation de la cohérence entre l’image de l’individu et un comportement a un impact moins grand en Allemagne que dans les autres cultures étudiées. Cela peut suggérer que le jugement moral s’effectue sur des bases différentes dans la culture allemande. Même issus de différentes cultures, les participants d'une expérience semblent être d’accord sur le jugement d’une personne avec laquelle elles n’ont jamais interagi. Les différences culturelles observées dépendraient surtout des traits à juger.

## Exactitude des impressions

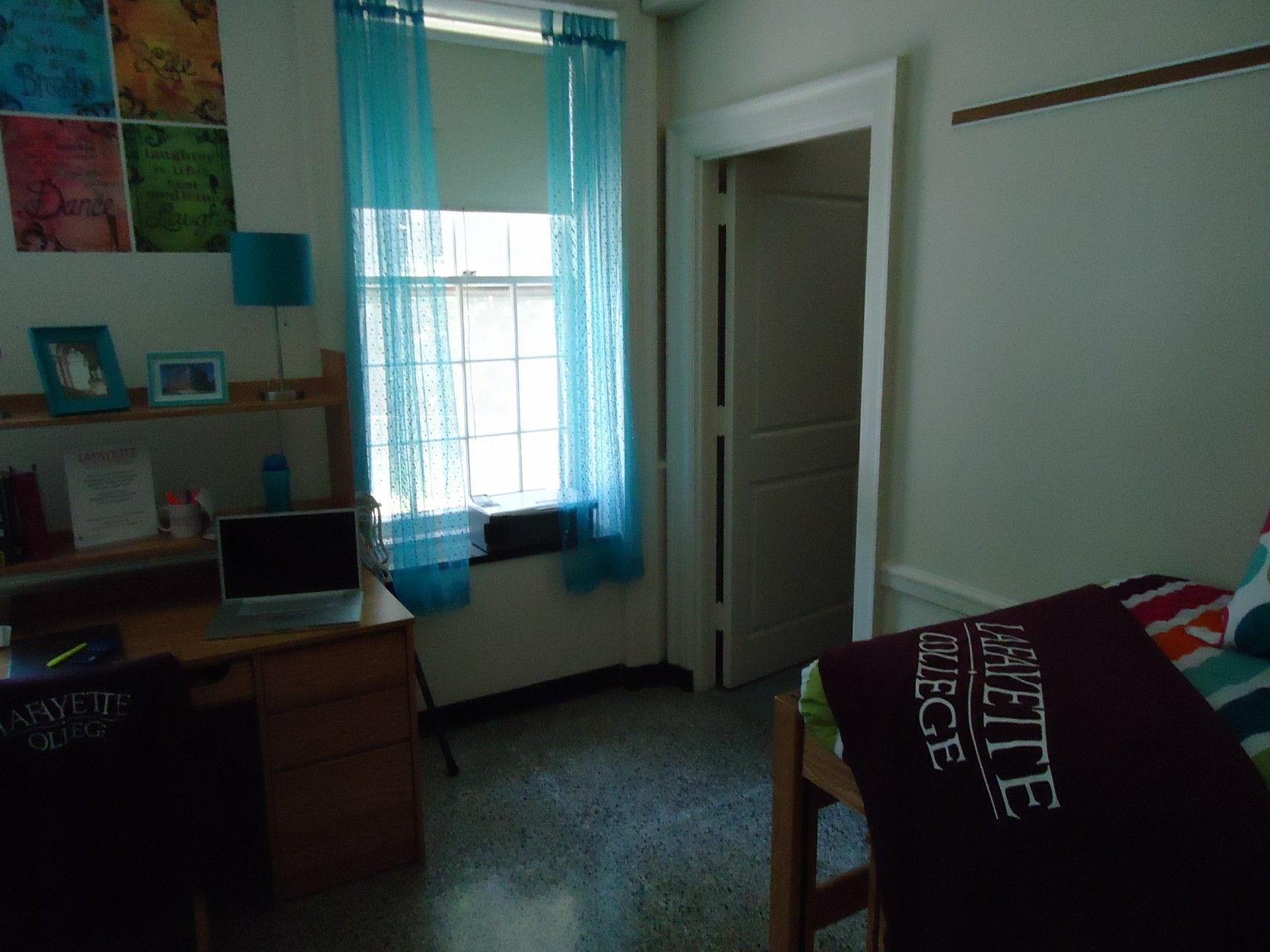
Chambre d'étudiant

Des chercheurs ont mené une expérience sur l’exactitude des impressions formées. Bien qu’elles soient souvent proches de la réalité, il est difficile d’attribuer des traits de personnalité à la suite d'une observation vu que les comportements sur lesquels s’appuyer varient selon les situations .
Toutefois, certains auteurs ont démontré que les impressions basées sur l’observation du lieu de vie (chambre) ou de travail (bureau) d’une personne sont relativement proches des impressions formées par les autres qui côtoient ces personnes. De plus, il s’avère que ces impressions sont souvent assez précises.

## Domaines d’application

### Réseaux sociaux (Facebook,Myspace)
Certains auteurs, se sont intéressés aux impressions formées après la consultation du profil Facebook de quelqu’un. Ils ont découvert que les impressions formées ont une certaine précision, particulièrement pour le trait de personnalité appelé « Extraversion » (modèle Big Five).

### Recrutement

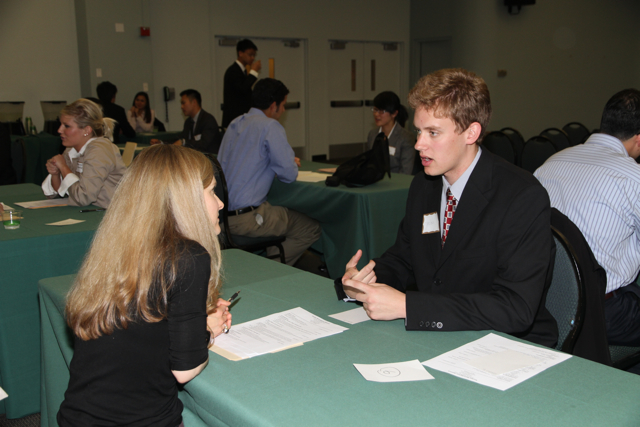
Entretien d'embauche

Plusieurs études, montrent qu’en phase de recrutement, les recruteurs sont sensibles à des informations non pertinentes concernant les personnes qu'ils doivent engager. Par exemple, l’odeur d'un candidat peut avoir une influence sur l'évaluation le concernant. Les candidats masculins qui portent un parfum pour homme sont jugés plus utiles que ceux qui portent une fragrance de lessive car un parfum masculin est jugé plus cohérent avec la situation de recrutement. Les influences qui s’exercent sur tout type de jugement et d’évaluation sont nommées « contamination mentale » par Wilson et Brekke. Ces influences sont omniprésentes. Elles sont d’autant plus importantes en situation de recrutement car la plupart des individus les sous-estiment et surestiment leur aptitude à pouvoir contrôler leurs jugements et leurs impressions.

### Contexte scolaire

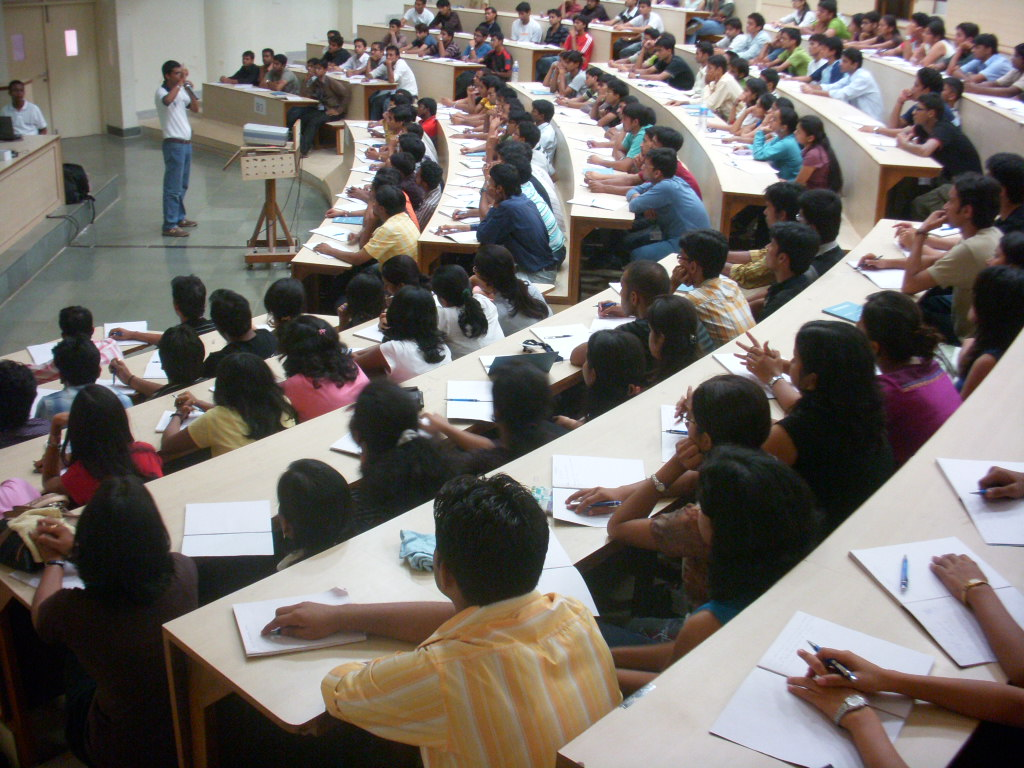
Auditoire d'étudiants.

Ambady et Rosenthal ont pu démontrer que des étudiants sont capables d’évaluer la qualité d’un enseignant sur la base d’une vidéo de quelques secondes à peine. L’évaluation effectuée à la suite de la présentation de ces vidéos de moins de 30 secondes prédit de manière significative l’évaluation des professeurs par les étudiants en fin d’année.

### Ouvrages

#### En français
- Luc Bédard, Josée Déziel et Luc Lamarche, Introduction à la psychologie sociale : Vivre, penser et agir avec les autres, vol. 2, Saint-Laurent (Québec), Éditions du Renouveau Pédagogique Inc, 2006, 418 p. (ISBN 978-2-7613-1914-0), p. 63-98
- Susan T. Fiske (trad. de l'anglais par Provost V. et Huyghues Despointes S.), Psychologie sociale : Ouvertures psychologiques, De Boeck Supérieur, 2008 (1re éd. 2004)
- Vincent Yzerbyt et Georges Schadron, Connaitre et juger autrui : une introduction à la cognition sociale, Presses universitaires de Grenoble, 1996

#### En anglais
- (en) Susan T. Fiske et Shelley E. Taylor, Social Cognition, New York, McGrawHill, 1991
- (en) C. N. Macrae et S. Quadflieg, « Perceiving people », dans Susan T. Fiske, Daniel T. Gilbert, et Gardner Lindzey (dir.), The handbook of social psychology, vol. 5, 2014, 848 p. (ISBN 978-0470137499, DOI 10.1002/9780470561119), p. 428-463

### Articles scientifiques
- (en) S. E. Asch, « Forming impressions of personality », Journal of Abnormal and Social Psychology, vol. 41,‎ 1946 (DOI 10.1037/h0055756, lire en ligne)

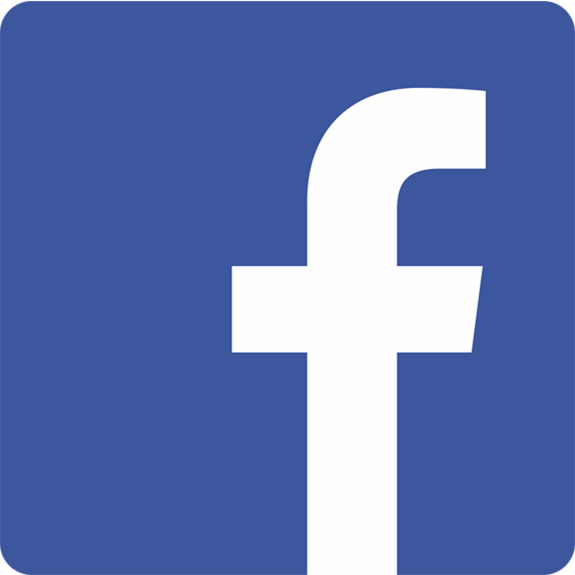
Logo Facebook

- (en) Back, M. D., Stopfer, J. M., Vazire, S., Gaddis, S., Schmukle, S.C., Egloff, B. et Gosling, S. D., « Facebook Profiles Reflect Actual Personality, Not Self-Idealization », Psychological Science, vol. 21, no 3,‎ 2010, p. 372–374 (DOI 10.1177/0956797609360756, lire en ligne)
- Beauvois, J.-L, « Théories implicites de la personnalité, évaluation et reproduction idéologique », L'année psychologique, vol. 82, no 2,‎ 1982, p. 513–536 (DOI 10.3406/psy.1982.28434, lire en ligne)
- (en) Fiske, S. T et Neuberg, S. L., « A continuum of impression formation, from category based to individuating processes: Influences of information and motivation on attention and interpretation », Advances in experimental social psychology, vol. 23,‎ 1990, p. 1–74 (lire en ligne)
- (en) Gosling, S. D., Gaddis, S. et Vazire, S., « Personality Impressions Based on Facebook Profiles », ICWSM,‎ 2007, p. 372–374 (lire en ligne)
- (en) Gosling, S. D., Ko Sei, J. et Mannarelli, T., « A Room With a Cue: Personality Judgments Based on Offices and Bedrooms », Journal of Personality and Social Psychology, vol. 82, no 3,‎ 2002, p. 379–398 (DOI 10.1037//0022-3514.82.3.379, lire en ligne)
- (en) Hazlewood, J. D. et Olson, J. M., « Covariation information, casual questioning, and interpersonal behavior », Journal of Experimental Social Psychology, vol. 7, no 8,‎ 1986, p. 725-736 (DOI 10.1016/0022-1031(86)90030-2, présentation en ligne)
- (en) Kelley, H. H. et Michela, J. L., « Attribution theory and research », Annual Review of Psychology, vol. 31,‎ 1980, p. 457-501 (DOI 10.1146/annurev.ps.31.020180.002325, lire en ligne)
- (en) Kunda, Z. et Thagard, P., « Forming Impressions From Stereotypes, Traits, and Behaviors: A Parallel-Constraint-Satisfaction Theory », Psychological Review, vol. 103, no 2,‎ 1996, p. 284-308 (DOI 10.1037//0033-295X.103.2.284, lire en ligne)
- Morchain, P., Schadron, G., Saint-Bauzel, R. et Béchu, G., « « Le parfum », quand l'odeur d'un candidat affecte le recruteur... ou pas : Une question de déterminabilité », Revue Internationale De Psychologie Sociale, vol. 26, no 2,‎ 2013, p. 73-99 (lire en ligne)
- (en) Smith, H. W., « The dynamics of Japanese and American interpersonal events: Behavioral settings versus personality traits », Journal of Mathematical Sociology, vol. 26, nos 1-2,‎ 2002, p. 71–92 (DOI 10.1080/00222500210524, présentation en ligne)
- (en) Smith, H. W., Matsuno, T. et Umino, M., « How similar are impression-formation processes among Japanese and Americans? », Social Psychology Quarterly, vol. 57, no 2,‎ 1994, p. 124–139 (présentation en ligne)
- G. Schadron, « Déterminabilité sociale et essentialisme psychologique: quand une conception essentialiste renforce la confirmation des attentes stéréotypiques », Les cahiers Internationaux de Psychologie Sociale, vol. 67-68,‎ 2005, p. 77-84 (DOI 10.3917/cips.067.0077, lire en ligne)
- (en) Wilson, T. D. et Brekke, N., « Mental contamination and mental correction: Unwanted influences on judgments and evaluation », Psychological Bulletin, vol. 116, no 1,‎ 1994, p. 117-142 (DOI 10.1037//0033-2909.116.1.117, lire en ligne)